# Těžiště lidského těla

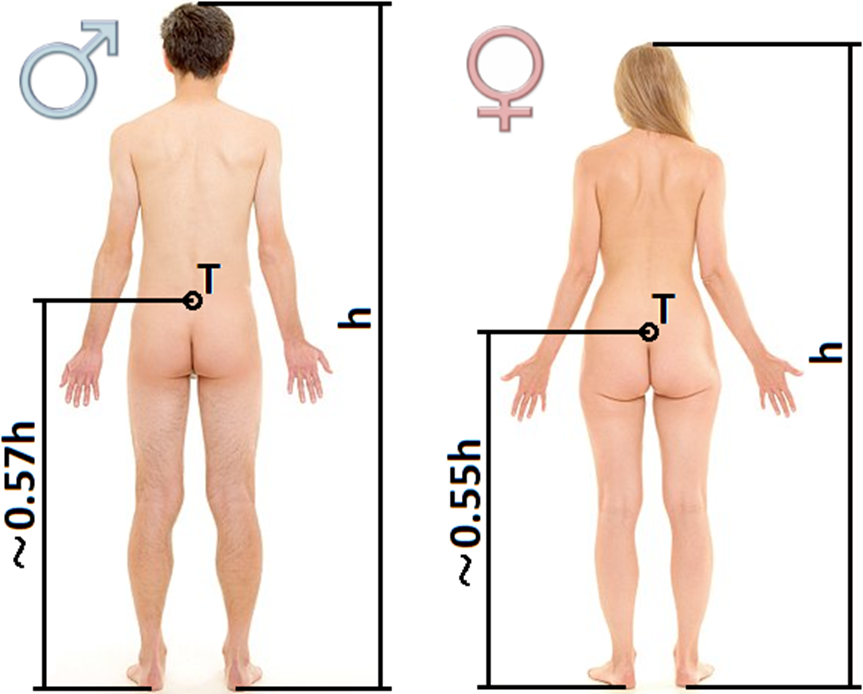
Poloha těžiště „T“ člověka v závislosti na jeho tělesné výšce „h“ při základním anatomickém postoji.

Těžiště lidského těla (latinsky centrum gravitatis hominem) je bod působiště výsledné tíhové síly působící na lidské tělo. Poloha těžiště obvykle splývá s pojmem hmotný střed člověka. Poloha těžiště těla člověka se v podstatě neustále mění, což je způsobeno dýcháním, prouděním krve a ostatních tělních tekutin, pohybem končetin a obratlů, příjmem potravy, těhotenstvím atp. Těžiště člověka se obecně může nacházet uvnitř nebo vně těla. Poloha těžiště člověka se mění také s věkem a pohlavím a obecně, v rámci vyhodnocování antropometrických charakteristik lidské populace, má stochastickou závislost a je nutné je statisticky vyhodnocovat.

## Úvod
Těžiště těla má podstatný význam pro určení stability pohybu lidského/zvířecího těla. Znalost polohy těžiště pomáhá při analýze efektivity provedení pohybu ve sportu, v ergonomii při pracovním úkonu či pohodlí člověka, při rehabilitaci, ve vysvětlení mechanického namáhání či úrazů těla aj.
Těžiště je myšlený bod působiště tíhové síly, která působí na hmotné těleso/tělo. Do těžiště umísťujeme tíhovou sílu a dle povahy biomechanické úlohy, také i další možné síly. Poloha těžiště je významná zejména při zjednodušení biomechanické analýzy tělesa/těla nahrazením soustavy hmotných bodů.

## Těžiště člověka při základním anatomickém postoji
V základním anatomickém postavení člověka, se těžiště nachází téměř přesně v planum medianum, v malé pánvi ve výšce 2. nebo 3. křížového obratle, asi 4 až 6 cm před promontoriem. U žen je to ještě asi o 1 – 2 % níže než u mužů. V průběhu ontogenetického vývoje se těžiště posouvá níže (kojenci a batolata mají těžiště výše v poměru k tělesné výšce .

## Těžiště a těhotenství
Těhotenství žen také ovlivňuje polohu těžiště (v děloze matky, je plod z pohledu mechaniky/biomechaniky přidaná hmotnost), což zase není příliš výrazné u primátů vzhledem k jejich způsobu pohybu po 4 končetinách.

## Těžiště člověka v obecné poloze
Se změnou vzájemné polohy jednotlivých segmentů (částí těla) se mění také umístění celkového těžiště lidského těla.

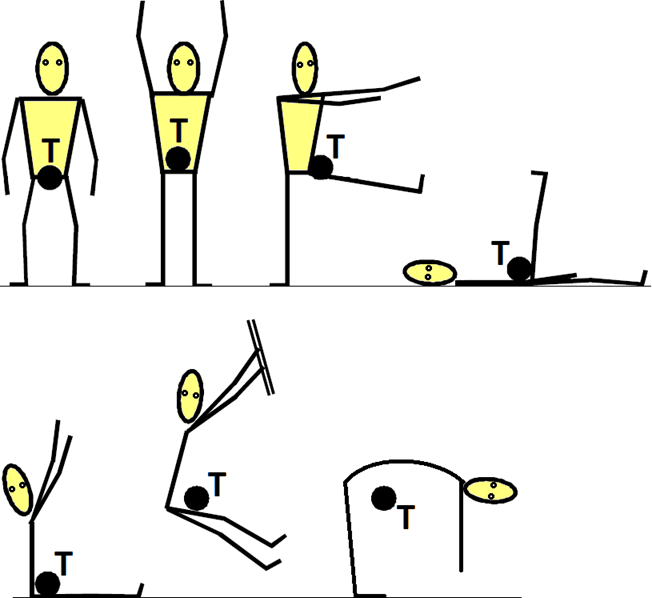
Poloha těžiště „T“ při různých polohách lidského těla.

## Stanovení těžiště člověka
Těžiště segmentů člověka lze nejpřesněji stanovit jen měřením na živých tělech nebo pitváním na kadáverech, přičemž může být použita celá škála metod. Mezi ty moderní patří také CT.

Historická pomůcka pro (orientační) stanovení těžiště je znázorněna na obrázku. Pro výpočet polohy těžiště člověka a jeho segmentů lze také využít vztahy podle různých autorů v závislosti na hmotnosti a poloze segmentů těla. 

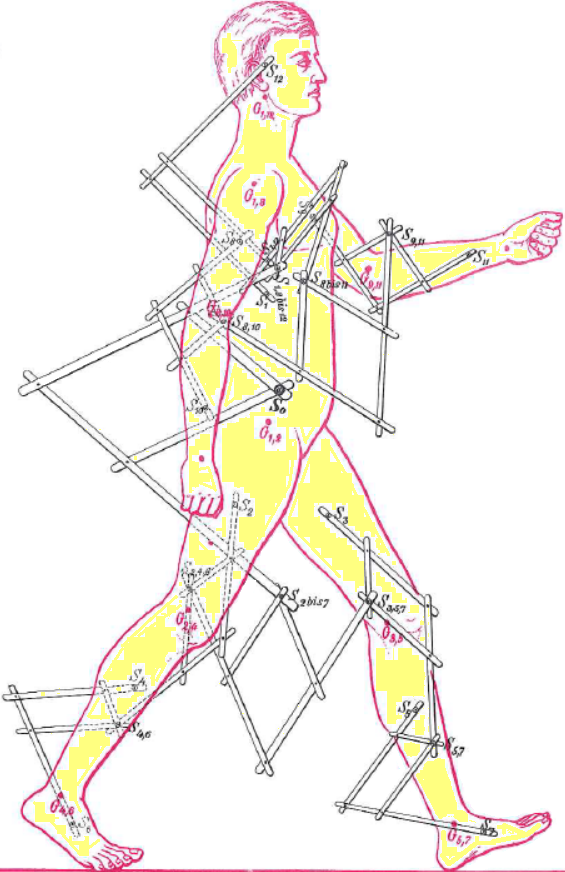
Dnes již historický vynález pro hledání těžiště segmentů těla.

## Stanovení těžiště skupiny lidí
Následující obrázky znázorňují polohu lokálních těžišť T1 až T4 a lokální hmotnosti m1 až m4 čtyř lidí. Výpočtem lze určit polohu výsledného těžiště T, působící výslednou tíhovou sílu G a reakční sílu R. Blíže. 

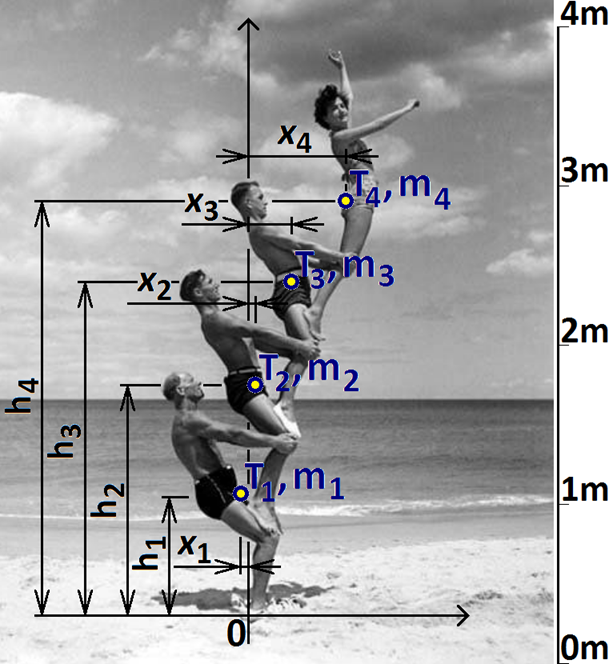
Čtyři akrobati, zvolený souřadný systém, lokální těžiště a hmotnosti.
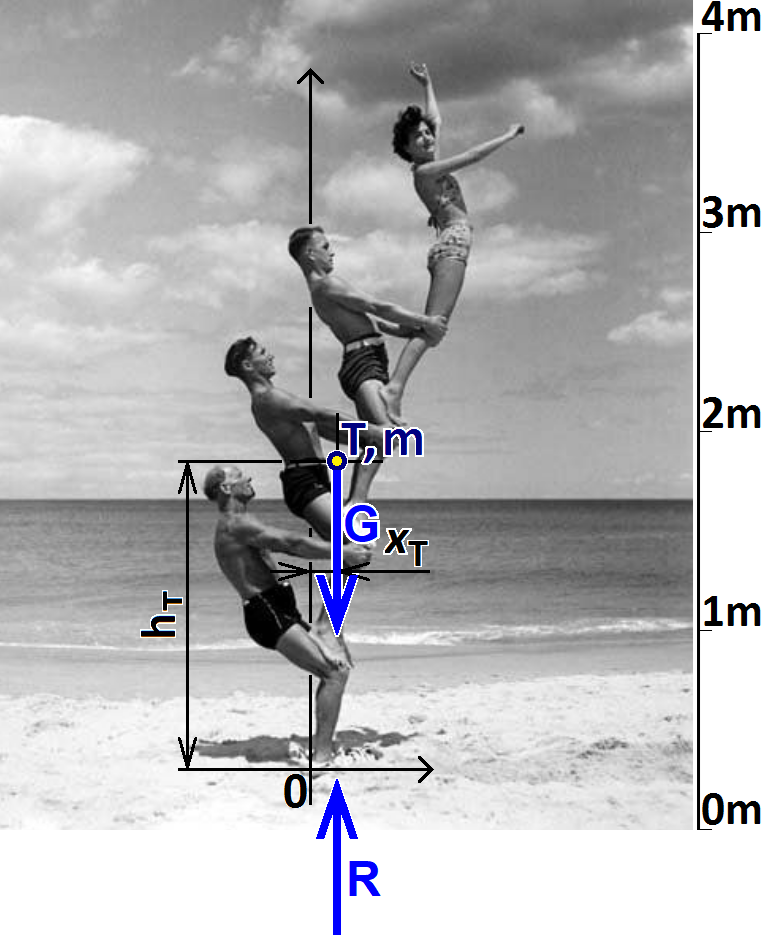
Čtyři akrobati, výsledné těžiště, výsledná tíhová síla a reakce v uložení.
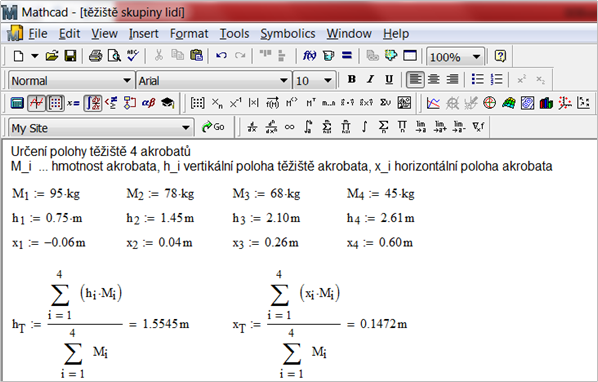
Čtyři akrobati, výpočet výsledného těžiště, řešení v sw Mathcad.